# Pergaminizowanie
Pergaminizowanie – proces technologiczny, w wyniku którego ze zwykłego papieru wykonanego z włókien celulozowych otrzymuje się papier pergaminowy, charakteryzujący się dość zmienionymi właściwościami w stosunku do papieru zwykłego, podwyższającymi szereg jego parametrów fizycznych, oraz cechujący się wysoką odpornością na wilgoć i tłuszcze (zarówno zwierzęce jak i mineralne).
Pergaminizowanie papieru polega na powierzchniowym zaklejaniu papieru, przepuszczaniu go kolejno przez kwas siarkowy (który powoduje "zeszklenie" kleju i częściową modyfikację celulozy), wodę, roztwór sody i znów wodę, oraz kalandrowaniu.
Pergaminizowanie stosuje się również w produkcji kalki technicznej i fibry.